# جو بيج
جو بيج (بالإنجليزية: Joe Page)‏ هو لاعب كرة قاعدة أمريكي، ولد في 28 أكتوبر 1917 في Cherry Valley, Pennsylvania ‏ في الولايات المتحدة، وتوفي في 21 أبريل 1980 في لاتروب في الولايات المتحدة بسبب سرطان المريء.

## وصلات خارجية
- جو بيج على موقعبيزبول رفرنس.كوم (الدوري الرئيسي) (الإنجليزية)
- جو بيج على موقع جمعية أبحاث البيسبول الأمريكية (الإنجليزية)